# Смоловик Валентин Іванович
Валентин Іванович Смоловик (6 травня 1903, Конотоп, Чернігівська губернія, Російська імперія — ? , Харків, УРСР, СРСР) — радянський воєначальник, полковник (28.9.1943).

## Життєпис
Народився 6 травня 1903 року в місті Конотоп, нині місто в Сумській області, України. Українець.
До служби в армії працював ремонтником 9-го дільниці служби колії на ж.-д. ст. Конотоп.

## Військова служба
У листопаді 1922 року відбув у Київ для вступу в авіашколу і 17 грудня був зарахований курсантом підготовчого авіаційного училища, переформированного потім у Київську школу мотористів Червоного Повітряного флоту. З переведенням її в Ленінград і об'єднанням з Егорьевской школою була сформована Ленінградська військово-теоретична школа ВПС РСЧА, яку Смоловик закінчив у грудні 1924 року.
У березні 1925 року відряджений у 2-у військову школу льотчиків ім. Тсоавіахіму. 16 липня 1926 року пройшов річний курс і був направлений в Серпуховської військову школу повітряного бою.
По завершенні навчання у листопаді призначений в 24-ю авиаэскадрилью Харківської авіабригади ВВС УВО, де проходив службу молодшим і старшим льотчиком. З жовтня 1931 року там же був командиром корабля і загону в 8-му авіазагоні ВЗГ.
У листопаді 1933 року направлений на курси у Військово-повітряну академію РККА, але вже в січні 1934 року переведений в Липецьку вищу льотно-тактичну школу ВВС РККА. У грудні закінчив останню і був призначений командиром 6-го корпусного авіазагону ВВС УВО в місті Одеса. В 1937 році вступив у ВКП(б)..
У лютому 1938 року призначений командиром 30-й швидкісний легкобомбардировочной ескадрильї ВПС КВО, проте в посаду не вступив і в травні розпорядженням начальника ВПС округу відряджений в місто Конотоп помічником командира 11-го легко-бомбардувального авіаполку 62-ї авіабригади. З цим полком з 11 січня по 13 березня 1940 року брав участь в Радянсько-фінляндській війні.
По закінченні бойових дій майор Смоловик був відряджений у місто Кіровоград для переучування на літаку СБ. У червні його призначили командиром 41-го швидкісного бомбардувального авіаполку ВПС ЗакВО. 6 березня 1941 року підполковник Смоловик призначений інспектором з техніки пілотування Управління ВПС ХВО.

### Німецько-радянська війна
З початком війни виконував посаду начальника відділу бойової підготовки Управління ВПС ХВО. За розформування округу в жовтні 1941 року призначається командиром 21-го запасного авіаполку ВПС ПриВО.
У січні 1942 року Смоловик спрямований на КУКС при Військовій академії командного і штурманського складу ВПС Червоної армії в місто Чкалов. В червні закінчив їх і був призначений заступником командира 233-ї штурмової авіадивізії, яка у складі 1-ї повітряної армії Західного фронту підтримувала наступ військ на юхновском, гжатському і ржевському напрямках. З лютого по травень 1943 року Смоловик одночасно працював начальником навчального центру при дивізії по перенавчанню льотного складу на Іл-2.
5 серпня 1943 року підполковник Смоловик вступив у командування 233-ї штурмової авиадивизией. У складі 1-ї повітряної армії дивізія брала участь у Смоленсько-Рославльской наступальної операції, в ході якої були звільнені міста Ярцево і Починок. За успішні бойові дії по звільненню Ярцево їй присвоєно найменування «Ярцевская». Взимку 1943—1944 рр. вона підтримувала дії військ фронту на вітебськом і оршанському напрямках. У травні 1944 року дивізія була передана в 4-у повітряну армію і до кінця війни воювала з нею на 2-му Білоруському фронті. Влітку її частини брали участь у Білоруській, Могилевської, Білостоцького і Осовецкой наступальних операціях, у визволенні міст Шклов, Волковиськ і Білосток. У січні — квітні 1945 року успішно діяла в Східно-Прусської, Млавський-Ельбінгской, Східно-Померанський наступальних операціях, де підтримувала війська фронту в боях за міста Цеханув, Грудзендз, Прейс, Старгард і Данциг. За успішні дії дивізія була нагороджена орденами Червоного Прапора і Суворова 2-го ст..
За час війни комдив Смоловик був 25 разів персонально згаданий у вдячних в наказах Верховного Головнокомандуючого.

### Післявоєнний час
Після війни полковник Смоловик продовжував командувати цієї ж дивізії в СГВ. В кінці квітня 1946 року перебазировал її на аеродром Бриг (Польща) до складу 4-го штурмового авіакорпусу.
У серпні 1946 року зарахований у розпорядження Головкому ВПС.
19 лютого 1947 року полковник Смоловик звільнений у запас через хворобу.
Працював у ЦПФ у місті Харків командиром загону спецприменений та інспектором авіаслужби аеропорту.

## Нагороди
- два ордени Червоного Прапора (22.07.1944)
- орден Суворова II ступеня (10.04.1945)
- орден Кутузова II ступеня (29.05.1945)
- орден Вітчизняної війни I ступеня (12.12.1943)

медалі в тому числі:
- - Медаль «За перемогу над Німеччиною у Великій Вітчизняній війні 1941—1945 рр.»
  - «За взяття Кенігсберга»

Накази (подяки) Верховного Головнокомандувача в яких відзначений В. І. Смоловик.
- За оволодіння штурмом найважливішим опорним пунктом оборони німців на шляхах до Смоленська — містом Духовщина. 19 вересня 1943 року. № 17.
- За форсування річки Проня захід від міста Мстиславль, прорив сильно укріпленої оборону німців, оволодіння районним центром Могилевської області — містом Чауси і звільнення понад 200 інших населених пунктів, серед яких Черневка, Ждановичи, Хоньковичи, Будино, Васьковичі, Темривичи і Бординичи. 25 червня 1944 року № 117.
- За оволодіння містом і великим залізничним вузлом Волковиськ — важливим опорним пунктом оборони німців, які прикривають шляху на Білосток. 14 липня 1944 року № 138.
- За оволодіння штурмом містом і великим промисловим центром Білосток — важливим залізничним вузлом і потужним укріпленим районом оборони німців, які прикривають шляху до Варшаві. 27 липня 1944 року № 151.
- За оволодіння штурмом містом і фортецею Остроленка — важливим опорним пунктом оборони німців на річці Нарев. 6 вересня 1944 року № 184.
- За визволення міста і фортеці Ломжа — важливого опорного пункту оборони німців на річці Нарев. 13 вересня 1944 року № 186.
- За оволодіння штурмом містом Пшасныш (Прасныш), містом і фортецею Модлін (Новогеоргієвськ) — важливими вузлами комунікацій і опорними пунктами оборони німців. 18 січня 1945 року. № 226.
- За оволодіння штурмом містами Млава і Дзялдово (Зольдау) — важливими вузлами комунікацій і опорними пунктами оборони німців на підступах до південної межі Східної Пруссії та містом Плоньск — великим вузлом комунікацій і опорним пунктом оборони німців на правому березі Вісли. 19 січня 1945 року. № 232.
- За оволодіння містами Східної Пруссії Остероде і Дейч-Ейлау — важливими вузлами комунікацій і сильними опорними пунктами оборони німців. 22 січня 1945 року. № 244.
- За оволодіння штурмом містом Ельбінг — великим вузлом комунікацій і потужним опорним пунктом оборони німців на правому березі Вісли, прикривають підступи до Данцігської бухті. 10 лютого 1945 року. № 271.
- За оволодіння містами Руммельсбург і Поллнов — важливими вузлами комунікацій і сильними опорними пунктами оборони німців в Померанії. 3 березня 1945 року. № 287.
- За вихід на узбережжі Балтійського моря і оволодіння містом Кезлин — важливим вузлом комунікацій і потужним опорним пунктом оборони німців на шляхах з Данціга у Штеттін. 4 березня 1945 року. № 289.
- За оволодіння містом і фортецею Грудзендз (Грауденц) — потужним вузлом оборони німців на нижньому плині ріки Вісла. 6 березня 1945 року. № 291.
- За оволодіння містами Гнів (Меве) і Старогард (Прейсіш Старгард) — важливими опорними пунктами оборони німців на підступах до Данцигу. 7 березня 1945 року. № 294.
- За оволодіння містами Бытув (Бютов) і Косьцежіна (Берент) — важливими вузлами залізних і шосейних доріг і сильними опорними пунктами оборони німців на шляхах до Данцигу. 8 березня 1945 року. № 296.
- За оволодіння важливими опорними пунктами оборони німців на підступах до Данцигу і Гдині — містами Тчев (Диршау), Вейхерово (Neustadt) і вихід на узбережжі Данцігської бухти північніше Гдині, з заняттям міста Puck (Путциг). 12 березня 1945 року. № 299.
- За оволодіння містом і фортецею Гданськ (Данциг) — найважливішим портом і першокласної військово-морською базою німців на Балтійському морі. 30 березня 1945 року. № 319.
- За форсування східного і західного Одеру південь від Штеттіна, прорив сильно укріплену оборону німців на західному березі Одеру і оволодіння головним містом Померанії і великим морським портом Штеттін, а також заняття міст Гартц, Пенкун, Казеков, Шведт. 26 квітня 1945 року. № 344.
- За оволодіння містами Пренцлау, Ангермюнде — важливими опорними пунктами оборони німців у Західній Померанії. 27 квітня 1945 року. № 348.
- За оволодіння містами і важливими вузлами доріг Анклам, Фрідланде, Нойбранденбург, Лихен і вступили на територію провінції Мекленбург. 29 квітня 1945 року. № 351.
- За оволодіння містами Грайфсвальд, Трептов, Нойштрелитц, Фюрстенберг, Гранзее — важливими вузлами доріг в північно-західній частині Померанії і в Мекленбурзі. 30 квітня 1945 року. № 352.
- За оволодіння містами Штральзунд, Гриммен, Деммин, Мальхин, Варен, Везенберг — важливими вузлами доріг і сильними опорними пунктами оборони німців. 1 травня 1945 року. № 354.
- За оволодіння містами Барт, Бад-Доберан, Нойбуков, Варин, Віттенберзі і за з'єднання на лінії Вісмар, Віттенберзі з союзними нам англійськими військами. 3 травня 1945 року. № 360.
- За оволодіння містом Свінемюнде — великим портом і військово-морською базою німців на Балтійському морі. 5 травня 1945 року. № 362.
- За форсування протоки Штральзундерфарвассер, захоплення на острові Рюген міст Берген, Гарц, Путбус, Засснитц і повне оволодіння островом Рюген. 6 травня 1945 року. № 363.